# Louis Bernard (militaire)
Pour les articles homonymes, voir Bernard et Louis Bernard.
 (décembre 2016).
Louis Auguste Camille Bernard, né à Saint-Malo le 28 avril 1864, et mort à Versailles le 29 juillet 1955, est un officier d'artillerie français, général de division.
Ancien élève de l'École polytechnique, il se distingue pendant la Première Guerre mondiale où il est nommé successivement colonel en 1915 et général de brigade en 1916, puis chef d'état-major de l'armée française en Belgique. Il termine sa carrière comme général de division. Il repose au cimetière des Gonards.

## Biographie
Louis, Auguste, Camille Bernard est le fils de Ambroise, Auguste Bernard (1829-1914), colonel d'artillerie, officier de la Légion d'honneur et de Louise, Agathe, Marie Gaugain (1842-1902), née à Lannion. 
Il épouse au Mans, le 23 mai 1899, Anne Marie Gabrielle de Gayffier (1876-1952). Ils eurent trois fils Saint-Cyriens : Raymond (Saint-Cyr, 113e Promotion « Sous-lieutenant Pol Lapeyre ») officier de la Légion d'honneur, croix de guerre 1939-45 ; Paul (Saint-Cyr, 115e Promotion « Foch »), commandeur de la Légion d'honneur, croix de guerre 1939-45 ; Pierre, chevalier de la Légion d'honneur.

## Carrière militaire
Louis Bernard réussit le concours de l'École polytechnique, classé 15e en 1884, et l'intègre comme boursier. Il en sort 80e en 1886 et suit ensuite les cours de l'école d'application de l'Artillerie et du Génie.

### Première Guerre mondiale
Lieutenant-colonel en 1913, promu colonel en mai 1916, en juin 1916 il commande la 48e brigade d'infanterie composée des 126e régiment, 300e régiment, 326e régiment. Il est alors sous le commandement du général Mordacq qui est à la tête de la 24e division d'infanterie. Il est nommé général de brigade en décembre 1916, et prend alors le commandement de la 40e division d'infanterie, jusqu'en septembre 1917. Le général Louis Bernard devient chef d'état-major de l'armée française en Belgique le 15 octobre 1918.
Campagnes du 2 août 1914 au 23 octobre 1919. Principaux engagements : 1914 Pin Izel et Névraumont (Belgique), Blagny, Yoncq-la-Besace, Yonck, Bataille de la Marne, attaques de Berthus-les-Hurlus, d’Auberive, des bois et du moulin de Souain de décembre 1914 – janvier 1915. Combats devant Regniéville, assaut devant Thelus le 25 septembre 1915 ; 1916 attaque allemande à l’est de Neuville Saint-vaast, Bataille de Verdun : combats secteur du fort de Marre et ferme de Thiaumont, secteur de Paissy  bataille de la Somme devant Barleux, en 1916 ; en 1917 secteur de la main de Massiges, attaque sur le mont Sapigneul et crête de la cote 108, secteur de Berry-au-bac, secteur de Houdemont-Louvemont (où il est atteint, le 5 septembre 1917, au nord de Louvemont de plaies contuses de la face dorsale de la main gauche par des éclats d’obus), attaque allemande au sud de Beaumont, en 1917 ; 1918 secteur de Noyon, offensive allemande dans la région de Montdidier, offensive française réoccupation de la région de Noyon en 1918 ; offensive en Belgique d’octobre à novembre 1918.

### Actions et citations à l’ordre de l’armée
Le général Louis Bernard reçoit quatre citations à l’ordre de l’armée sur le front de la Grande Guerre 14/18 :
• Cité à l’ordre général de la 9e Armée no 15 du 23 septembre 1914 sous le motif suivant : « A, le 24 août à 15 heures, pendant le combat de Blagny-Carignan aidé le commandant du 12e corps d’armée à ramener personnellement sur la ligne de front un régiment d’infanterie et deux groupes d’artillerie qui étaient en train de se replier et a ainsi contribué au maintien général de la position ».
• Cité à l’ordre général de la 2e Armée n° 939 du 15 octobre 1917 : « A, tenu et organisé pendant près de deux mois devant Verdun, un secteur des plus difficiles, nouvellement conquis, soumis à de violents bombardements et à de multiples entreprises de l’infanterie adverse. A mis en valeur, dans cette circonstance des belles qualités de méthode et d’organisation et su grandement encourager les hommes et ses régiments par ses fréquentes inspections en première ligne et son mépris le plus absolu du danger ».
• Cité à l’ordre général de la 3e Armée no 539 en date du 10 octobre 1918 : « Chef d’état-major d’une armée, a fidèlement contribué au succès des opérations en imprimant à l’état-major et aux services de l’armée une régularité et une activité qui se sont joués des circonstances les plus difficiles. A donné au commandant de l’armée une aide précieuse ».
• Cité à l’ordre général de la 4e Armée no 680 en date du 25 décembre 1918 : « Chef d’état-major d’armée de haute valeur. Placé brusquement à la tête de l’état-major de l’armée française de Belgique en pleine bataille a pu obtenir immédiatement d’un état-major et des services qui lui étaient  inconnus un rendement parfait et a montré, au cours de l’offensive des Flandres les plus rares qualités d’organisation, de méthode et d’intelligence des situations de guerre, contribuant pour une très large part à rejeter l’adversaire au-delà de la rivière Lys, puis au-delà de l’Escaut ».

## Décorations
- : Commandeur de la Légion d'honneur, 16 juin 1920
- : Croix de guerre française (5 Palmes)
- : Croix de guerre belge (2 Palmes)
- : Commandeur de l'Ordre du Bain
- : Commandeur de l'Ordre de Sainte-Anne de Russie
- : Commandeur de l'Ordre de Léopold de Belgique.